# 小川二郎
小川 二郎（おがわ じろう、1904年〈明治37年〉2月6日 - 1981年〈昭和56年〉5月22日）は、日本の英文学者。文学博士。広島大学名誉教授。ノートルダム清心女子短期大学教授。龍谷大学教授。

## 経歴
大阪府大阪市出身。甚之丞の二男。1926年、広島高等師範学校卒業。和歌山県立海草中学校教諭となる。1934年、広島文理科大学英文科卒業。1942年、広島文理科大学助教授となる。1950年、ウィリアム・ブレイク「無心と経験の歌」研究で広島大学文学博士。1951年、広島大学教授に就任。1967年、定年退官する。

## 人物
英国ロマン派の詩が専門。宗教は仏教。趣味は随筆、油絵、詩歌。住所は広島県安佐郡安古市町相田（現・広島市安佐南区相田）、広島市牛田本町。

## 家族・親族
小川家　
- 母・ツネ（1874年 - ?）[5]
- 妻・澄子（1911年 - ?、広島、吉田友吉の長女[3]、広島女学院教諭[5]）
- 長男[5]

## 著書
- 『ワーヅワース研究』研究社、1940
- 『英国の社会と文学』京極書店、1943
- 『ウイリアムブレイク「無心と経験の歌」研究』中央図書出版社、1950
- 『ウィリアム・ブレイク「ロゼティ稿本」初期の詩』文化評論出版、1972

### 共著編
- 『英作文 第1 (基礎篇)』田辺昌夫共著 中央図書出版社、1949
- 『英作文 第2 (応用篇)』吉田弘重共著 中央図書出版社、1949
- 『カリンズ先生』編 世界政府協会、1952

### 翻訳
- 『泰西詩選ワーヅワス詩選』訳 創元社、1948
- 『ワーヅワス詩集』訳編 創元社、1952